# 小野みゆき
小野 みゆき（おの みゆき、1959年11月17日 - ）は、日本の女優。本名は西野 美幸（にしの みゆき）。静岡県沼津市出身。身長169cm。オスカープロモーション所属。映画『トラック野郎』9代目マドンナ。

## 来歴・人物
元々はモデルとして活動していたが、バレーボール部出身の長身が目に留まり1979年、資生堂化粧品のキャンペーンガールとしてデビュー。同年、映画『トラック野郎・熱風5000キロ』（東映）に抜擢され、その後は女優として映画、テレビ、舞台で活躍する。
映画『戦国自衛隊』（角川映画）で共演した俳優の清水昭博は元夫。
フジテレビ『とんねるずのみなさんのおかげです。』で、全身着ぐるみでのデビルマンのパロディー、“デビルタカマン”に扮した。子どもの頃のあだなはデビルマンだった。
1998年に結婚し、夫の仕事の関係でアメリカと日本を行き来しながら育児に専念していた。
息子の幼少期には、女優であることを隠していたが、息子の中学校の文化祭で役員としてコーヒー係を務めることなり、教室でコーヒーを淹れていたら、買いに来た保護者にバレたことがある。
2018年12月13日放送の『アウト×デラックス』（フジテレビ）に“スタッフになりたい女優”として出演し、息子も一緒に出演した。
2020年の公開映画『クシナ』で本格復帰。

## 主な作品

### 映画
- トラック野郎・熱風5000キロ（1979年） - 西沢夏（マドンナ）
- 戦国自衛隊（1979年12月5日・東宝） - みわ
- プルメリアの伝説 天国のキッス（1983年） - 広瀬悠子
- エル・オー・ヴィ・愛・N・G（1983年） - 女教師
- OKINAWAN BOYS オキナワの少年（1983年） - 下池真理子
- さよならジュピター（1984年） - アニタ
- 香港発活劇エクスプレス 大福星（1985年） - 陳百萬の秘書
- 聖女伝説（1985年） - 王麗花
- あぶない刑事（1987年） - 結城緑
- 死霊の罠（1988年） - 主演・土屋名美
- ブラック・レイン（1989年）- みゆき
- 香港パラダイス（1990年） - 周香乱
- TARO! TOKYO魔界大戦（1991年） - 葛城恵
- プロゴルファー織部金次郎（1993年） - 毛利綾子
- 裏ゴト師（1995年1月28日） - 大村薫
- 黒の天使 Vol.1（1998年、松竹） - 天岡千明
- バブルと寝た女たち（1998年） - 水島真知子
- 白痴（1999年） - 宇津木
- ハサミ男（2005年 メディアボックス） - 宮とし恵
- クシナ（2020年 アトリエ・クシナ　2018年撮影） - 鬼熊
- 魔女の香水（2023年6月16日、アーク・エンタテインメント） - 香水屋常連客[7][8]

### Vシネマ
- 悪人専用 THE CROOKS（1990年、東映Vシネマ）
- 兇悪の牙（1991年、東映Vシネマ）
- DANGER POINT 地獄への道（1991年、東映Vシネマ）
- 悪の決算
- ビッグボス BIG BOSS（1992年、東映Vシネマ） - 綾小路雪乃

### テレビドラマ
- 風神の門（1980年、NHK） - お国
- 御宿かわせみ 第13話「女難剣難」（1981年、NHK）
- 野々村病院物語（1981年、TBS） - 原藤敏江
- 長七郎天下ご免!（テレビ朝日）
- Gメン'75　第339話 「金髪の女スリ学校」（1981年、TBS） - 岡本警部補（横浜西署捜査三課）
- われら動物家族（1981年、TBS）
- さよなら三角またきて四角（TBS）
- 男と女の間には（TBS）
- 時代劇スペシャル「佐武と市」（1981年-1982年、フジテレビ）
- 連続テレビ小説（NHK）
  - 「よーいドン」（1982年-1983年） - 人見絹枝
  - 「凛凛と」（1990年） - 阿部富恵
- 看護婦日記 パートI（1983年、TBS）
- 西部警察 PART-III 第48話「激追!!地を走る3億ドル-大阪・神戸篇-」（1984年、テレビ朝日） - 夏川エリ
- 水曜ドラマスペシャル（TBS）
  - 「水曜日の恋人たち」
  - 「見栄はる妻たちのカルチャー講座」
  - 春の特別企画「さんまの花ムコ見習試験」
- 毎度おさわがせします第2シリーズ（1985年、TBS） - 小池加奈
- スーパーポリス 第2話（TBS） - KATE
- 女の手記「フォトハンター」（テレビ東京）
- 月曜ドラマランド（フジテレビ）
  - 「赤毛のアン子」（1986年）
  - 「ないしょのハーフムーン」
- 木曜ゴールデンドラマ「母の系図」（よみうりテレビ）
- アナウンサーぷっつん物語（1987年、フジテレビ） - 野村君枝
- ダウンタウン物語（1987年、毎日放送）
- NEWジャングル（1988年）- 柴田さおり
- 現代恐怖サスペンス「白昼の悪魔・狙われた人妻」（フジテレビ）
- 女優共演シリーズ「優しみの罠」 （フジテレビ）
- ドラマ人間模様「道づれ」（NHK）
- 土曜ワイド劇場
  - 「ルビー・紅い焔の殺意」
  - 「テニススクール 女たちの華麗な斗い」
- 愛の劇場（TBS）
  - 「ママの色鉛筆」（1988年）
  - 「明日さがし」（1990年）
- 晴のちカミナリ 第1話（1989年、NHK）
- 火曜サスペンス劇場「浅見光彦ミステリー6 唐津佐用姫伝説殺人事件」（1989年7月11日放送、NTV系・近代映画協会）
- ドラマ23 あ〜あ小市民（1989年、TBS）
- ゴリラ・警視庁捜査第8班 第17話「謎の女」（1989年、テレビ朝日）
- 水曜グランドロマン「最後の結婚詐欺」（日本テレビ）
- 女のサスペンス「マッチ箱の人生」（テレビ東京）
- 月曜ドラマスペシャル（TBS）
  - 「高田純次の無責任社員物語2」
  - 「姥捨ての街」
  - 「猫魔に消えた花嫁」
- ドラマスペシャル「HOTEL」（TBS）
- 金曜ドラマシアター（フジテレビ）
  - 「銀座ママ亜弥子の日記」
  - 「君たちがいて僕がいる2」（1992年） ‐ 加賀敏子
- ドラマスペシャル「光太郎と智恵子極秘の愛」（NHK）
- 不思議サスペンス「隣の殺人」（関西テレビ）
- 月曜女のサスペンス「別れたくない」（テレビ東京）
- ドラマシティ'92（よみうりテレビ）
  - 「こんな狼たちには負けられぬ」（1992年）
  - 「ベイビー&ベイビー」 （1992年）
- ドラマ30「危険な再会」（1993年、中部日本放送）
- 瀬戸内少年野球団（1993年、フジテレビ）
- お願いデーモン!（1993年、フジテレビ）
- クラインの壺（1996年、教育テレビ） - 笹森貴美子
- 東京SEX「ブラッディ・マリィ」（1996年1月8日、フジテレビ）
- 美少女H（1998年6月15日、フジテレビ）
- ジュニアドラマ「クラインの壷」（NHK）
- 金曜エンタテイメント「女医レイカ」（フジテレビ）
- スペシャルドラマ 「カノン」（2002年、WOWOW）

### テレビ番組
- クイズ世界はSHOW by ショーバイ!! （日本テレビ）
  - 4枠回答者
- とんねるずのみなさんのおかげです（フジテレビ）
  - この番組のコントコーナーでデビルマンのパロディ「デビルタカマン」を演じた（初回は石橋貴明扮するデビルタカマンが石橋アキラに憑依した後、アキラがデビルタカマンに変身した姿という設定。第2回以降は石橋デビルタカの分身という設定に変更）。これは小野がデビルマンに似ているという着想のみで企画され、エンディングテーマ（「今日もどこかでデビルマン」の替え歌）にも堂々と歌われた。
- ライオンのごきげんよう（フジテレビ）
  - 出演1日目は「デビルマンのうた」に乗って登場するのが恒例となっていた。
- 踊る!さんま御殿!!（日本テレビ）
- いい旅・夢気分（テレビ東京）
- 痛快なりゆき番組 風雲!たけし城（TBS）
- 加トちゃんケンちゃんごきげんテレビ（TBS）
  - 「THE DETECTIVE STORY」で小説家の役を演じた。
- 4時ですよーだ（毎日放送）
- クイズ面白ゼミナール（NHK）
- クイズ日本人の質問（NHK）
- アウト×デラックス（2018年12月13日、フジテレビ）
  - 2018年12月13日放送分に"『アウト×デラックス』のスタッフになりたい女優"として出演。母と同じく同番組をチェックしているという息子も登場した。2019年7月4日および2022年1月6日放送分にも出演。

### 出版物
- 写真集「NO」（1994年2月、スコラ）